# Craspedosis norbeata
Craspedosis norbeata är en fjärilsart som beskrevs av Swinhoe 1900. Craspedosis norbeata ingår i släktet Craspedosis och familjen mätare. Inga underarter finns listade i Catalogue of Life.